# Station (zespół muzyczny)
Station – amerykański zespół rockowy.

## Historia
Zespół został założony przez gitarzystę Chrisa Lane'a i wokalistę Patricka Kearneya. Grupa ta ma na koncie występy na festiwalach takich jak Rocklahoma, Musikfest, ponadto grała wiele koncertów w Missisipi Zespół, w skład którego wchodzą również Emi Asta i Tony Baptist, dzielił scenę z takimi twórcami jak Y&T, Pat Benatar, Lynch Mob i Dio's Disciples

## Muzycy
- Patrick Kearney – wokal
- Chris Lane – gitara, keyboard, wokal wspierający
- Emi Asta – gitara basowa, instrumenty perkusyjne, wokal wspierający
- Tony Baptist – perkusja

## Dyskografia
- 2013 Wired
- 2015 Station
- 2018 More Than the Moon
- 2019 Stained Glass
- 2021 Perspective[2]